# 大包伊奇
大包伊奇（匈牙利語：Nagybajcs），是匈牙利杰尔-莫雄-肖普朗州所辖的一个村。总面积7.65平方公里，总人口918，人口密度120.0人/平方公里（2011年1月1日）。